# Sveriges Rikes Lag

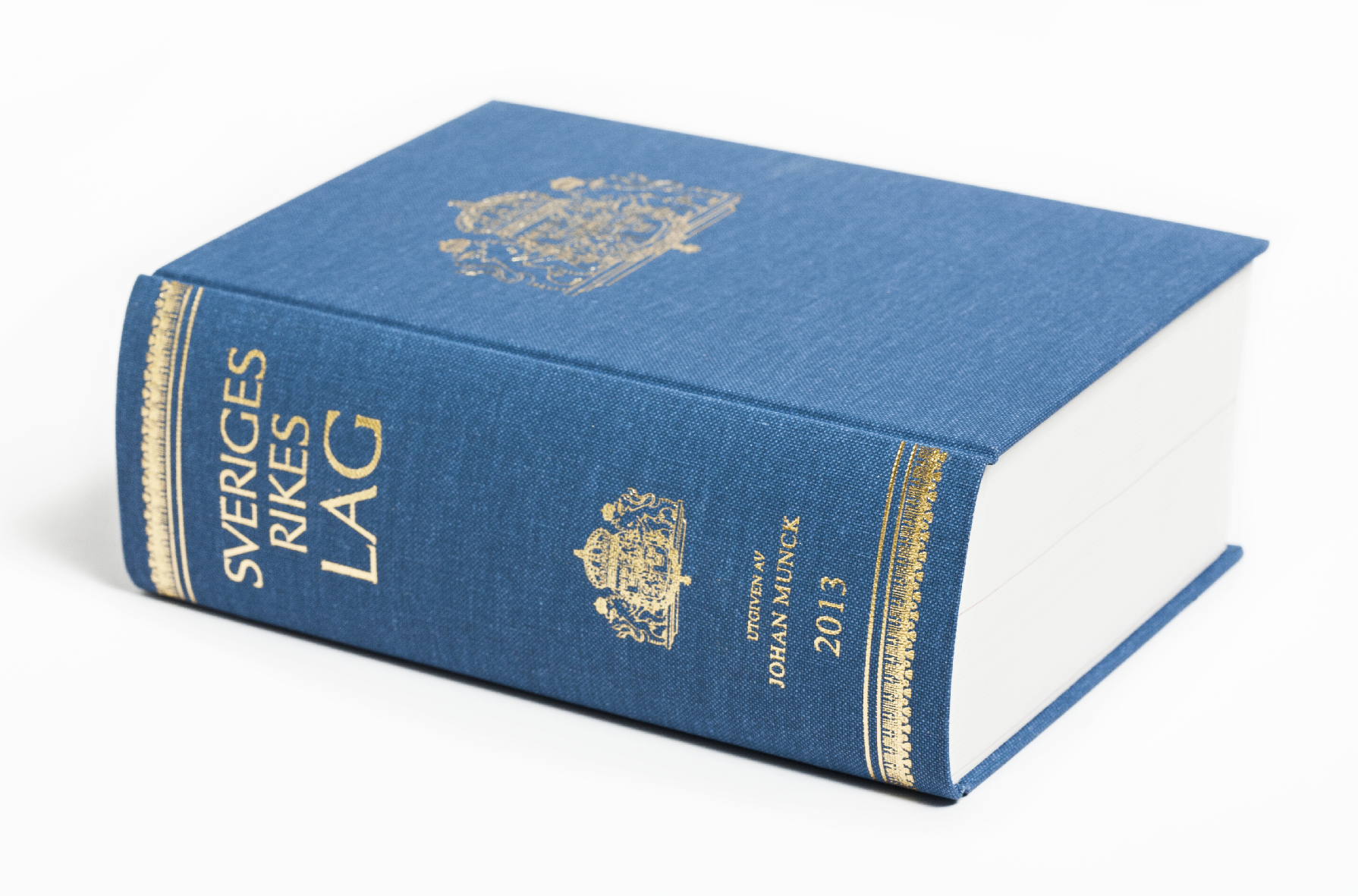
Un'edizione odierna (2013)

Lo Sveriges Rikes Lag (Legge del diritto svedese) consiste nella riorganizzazione e razionalizzazione del diritto preesistente svedese. Il progetto fu iniziato da Carlo X nel 1656, proseguito dal successore Carlo XI ed infine promulgato da Federico I nel 1736. Storicamente l'opera rappresenta il secondo modello di "consolidazione" (la prima fu nel Regno di Sardegna con "Le Costituzioni di Sua Maestà" di Vittorio Amedeo II di Savoia 1723-29) e dà ampio spazio al campo procedurale e probatorio.